# Женевський університет

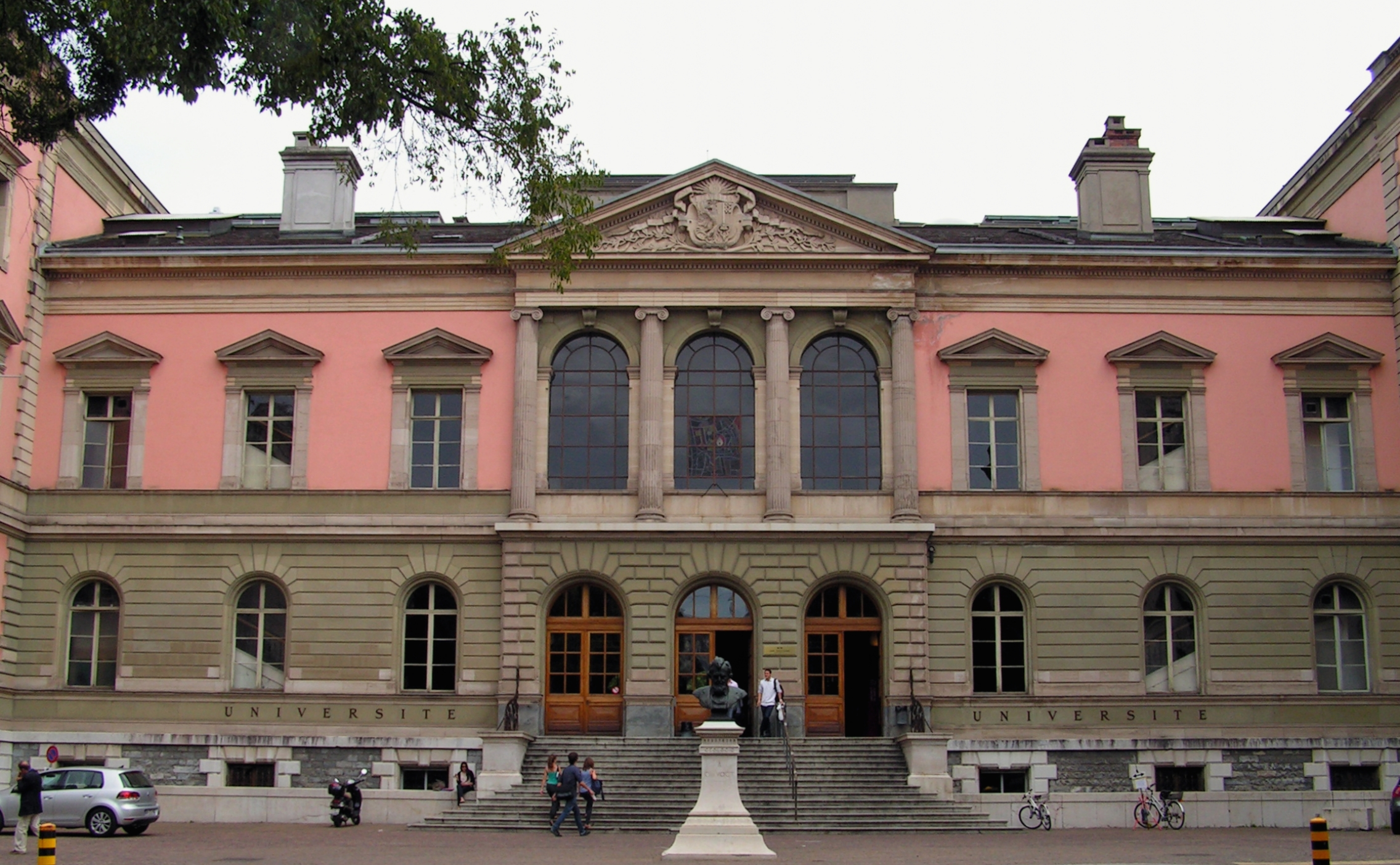

Жене́вський університе́т (фр. Université de Genève) — один із провідних вищих навчальних закладів Швейцарії, розташований у Женеві: один із найбільших та найстаріших університетів країни, заснований 1559 року Жаном Кальвіном як теологічна семінарія.

## Центри та інститути
- Женевський інститут міжнародних відносин та розвитку
- Європейський інститут Женевського університету[6]

## Відомі випускники
- Батшева Кацнельсон — ізраїльський політик
- Нікола Був'є — швейцарський письменник.

## Українці
- Михайло Качалуба — український лікар, громадський діяч, поет[7], здобув ступінь доктора медицини[8].

## Нобелівські лауреати
У Женевському університеті навчались або працювали наступні лауреати Нобелівської премії:
- Норман Анґель — Нобелівська премія миру, 1933
- Гуннар Мюрдаль — Нобелівська премія з економіки, 1974
- Данієле Бове — Нобелівська премія з фізіології та медицини, 1957
- Нільс Єрне — Нобелівська премія з фізіології та медицини, 1984
- Моріс Алле — Нобелівська премія з економіки, 1988
- Едмонд Фішер — Нобелівська премія з фізіології та медицини, 1992
- Мартін Родбелл — Нобелівська премія з фізіології та медицини, 1994
- Алан Гігер — Нобелівська премія з хімії, 2000
- Вернер Арбер — Нобелівська премія з фізіології та медицини, 1978
- Кофі Аннан — Нобелівська премія миру, 2001